# 行政院人事行政総処
行政院人事行政総処（ぎょうせいいん-じんじぎょうせいそしょ）は中華民国行政院に属する行政院各機関の人事行政を主管する機関。日本の人事院に相当する。
1967年に設置、1993年に関係組織法が制定され行政院の正式な常設機関となった。